# Северо-Двинская водная система
Северо-Двинская водная система или Северо-Двинская шлюзованная система — водный путь между бассейнами рек Волга и Северная Двина, интенсивно использовавшийся в XIX веке. Включает в себя Северо-Двинский канал.

## Строительство
Изыскания проводились с 1823 года в районе города Кириллов, на заболоченном водоразделе рек Шексна (бассейн Волги) и Порозовица (бассейн Северной Двины), на месте древнего волока.
Работы начаты в 1825 году. Строителями был прорыт Топорнинский канал (Шексна — озеро Сиверское), расширен и углублён фарватер речек между водораздельными озёрами. Построено 12 шлюзов. Шлюз «Знаменитый» строил инженер В. Я. Шишков, впоследствии известный писатель.
Перепад высот 10 метров. Общая длина пути 134 км. Первые суда прошли в 1828 году.

## Реконструкция
В 1860—1870 годах углублены и расширены каналы, ликвидирована часть шлюзов: вместо 12 их стало 7.
Следующая реконструкция была реализована в 1916 — 1920 годах.
27 октября 1964 года принят в эксплуатацию Волго-Балтийский водный путь имени В. И. Ленина. В связи с этим ликвидирован шлюз №1.
с 2008 по 2018 годы отремонтированы все судоходные гидротехнические сооружения Северо-Двинской шлюзованной системы.

## Значение
В начальный период существования водной системы по ней осуществлялось оживлённое судоходство, обеспечивающее товарооборот между Архангельском и Петербургом.
C постройкой в 1897 году железной дороги до Архангельска, а затем Беломорско-Балтийского канала, надобность в Северо-Двинской системе отпала. В настоящее время путь используется для туризма и местной перевозки леса.